# ایلیوشین ایل-۱۸ (۱۹۴۶)
ایلیوشین ایل-۱۸(به روسی: Ил-18) یک هواپیمای مسافربری چهار موتوره ساخت شوروی بود که بلافاصله پس از جنگ جهانی دوم توسط ایلیوشین طراحی و ساخته شد. اگرچه خود هواپیما موفق بود، اما موتورهای Shvetsov ASh-73TK آن برای استفاده غیرنظامی بسیار غیرقابل اعتماد بودند و برای تجهیز بمب افکن توپولف تو-۴ بیشتر مورد نیاز بودند، بنابراین در سال ۱۹۴۸، این پروژه لغو شد.

## مشخصات فنی
داده‌ها از Nemecek, The History of Soviet Aircraft from 1918
ویژگی‌های عمومی
- خدمه: شش
- ظرفیت: ۶۰
- طول: ۲۹٫۸۶ متر (۹۷ فوت ۱۱ اینچ)
- پهنای بال: ۴۱٫۲۰ متر (۱۳۴ فوت ۱۰٫۲۵ اینچ)
- مساحت بال‌ها: ۱۴۰ متر مربع (۱٬۵۰۶ فوت مربع)
- وزن خالی: ۲۸٬۴۹۰ کیلوگرم (۶۲٬۸۱۰ پوند)
- وزن ناخالص: ۴۲٬۵۰۰ کیلوگرم (۹۳٬۶۹۶ پوند)
- پیشرانه: ۴ عدد  موتور پیستونی شعاعی Shvetsov ASh-73TK، ۱٬۸۰۰ کیلووات (۲٬۴۰۰ اسب بخار) در هر موتور

عملکرد
- حداکثر سرعت: ۵۶۵ کیلومتر بر ساعت (۳۵۱ مایل بر ساعت، ۳۰۵ گره) [۱]
- سرعت کروز: ۴۵۰ کیلومتر بر ساعت (۲۸۰ مایل بر ساعت، ۲۴۰ گره) [۱]
- بُرد: ۶٬۲۰۰ کیلومتر (۳٬۸۵۰ مایل، ۳٬۳۵۰ مایل دریایی)
- حداکثر ارتفاع: ۱۰٬۷۰۰ متر (۳۵٬۰۰۰ فوت)

## همچنین ببینید
هواگردهای با عملکرد، پیکربندی و یا دوره زمانی مشابه
- توپولف تو-۷۰